# Anatole de Cabrières
Pour les articles homonymes, voir de Cabrières.
François Marie Anatole de Rovérié de Cabrières, communément appelé Anatole de Cabrières, né le 30 août 1830 à Beaucaire dans le Gard et mort le 21 décembre 1921 à Montpellier, est un ecclésiastique et intellectuel catholique français élevé au rang de cardinal par le pape Pie X en 1911.

## Biographie

### Famille et premières années
Issu en ligne paternelle de la famille de Rovérié de Cabrières, d'origine languedocienne, et par sa mère de la famille du Vivier de Fay-Solignac, d'origine dauphinoise, François-Marie Anatole de Cabrières est élevé au collège de l'Assomption de Nîmes. Il est formé par le Père Emmanuel d'Alzon.
Durant ses études au Séminaire Saint-Sulpice, il se lie d'amitié avec Louis-Romain-Ernest Isoard, Pierre-Hector Coullié, François Hautin et Firmin-Léon-Joseph Renouard.
Il devient secrétaire particulier de Claude-Henri Plantier, évêque de Nîmes, chanoine titulaire de la cathédrale de Nîmes puis vicaire général du diocèse de Nîmes. En 1865 il est admis, en compagnie de Plantier, dans la confrérie des Pénitents blancs de Montpellier. Ils avaient en effet le projet de fonder une confrérie similaire dans le Gard, ce qui n'aboutit pas[réf. nécessaire].
De 1868 à 1872, il occupe un fauteuil à l'Académie de Nîmes.

### Évêque de Montpellier
Nommé évêque de Montpellier par décret en date du 18 décembre 1873, préconisé le 16 janvier 1874, il est sacré à la cathédrale Notre-Dame-et-Saint-Castor de Nîmes le 19 mars suivant. 
Royaliste légitimiste, il est un ami de Frédéric Mistral, des félibres et de l'écrivain Paul Bourget. Il est le dernier cardinal légitimiste français. De par ses convictions, il ne se mêle jamais aux cérémonies du 14 juillet et célèbre toujours en personne la messe du 21 janvier.

### Expulsion des congrégations de Montpellier
Le 29 mars 1880, le cabinet Charles de Freycinet prend deux décrets décidant l'expulsion de la Compagnie de Jésus et mettant en demeure les autres congrégations religieuses masculines non autorisées de déposer des demandes d'autorisation légale sous peine de subir le même sort. Les congrégations refusant d'obtempérer, des expulsions — marquées par la résistance passive des religieux et parfois émaillées de violences — se produisent partout en France.

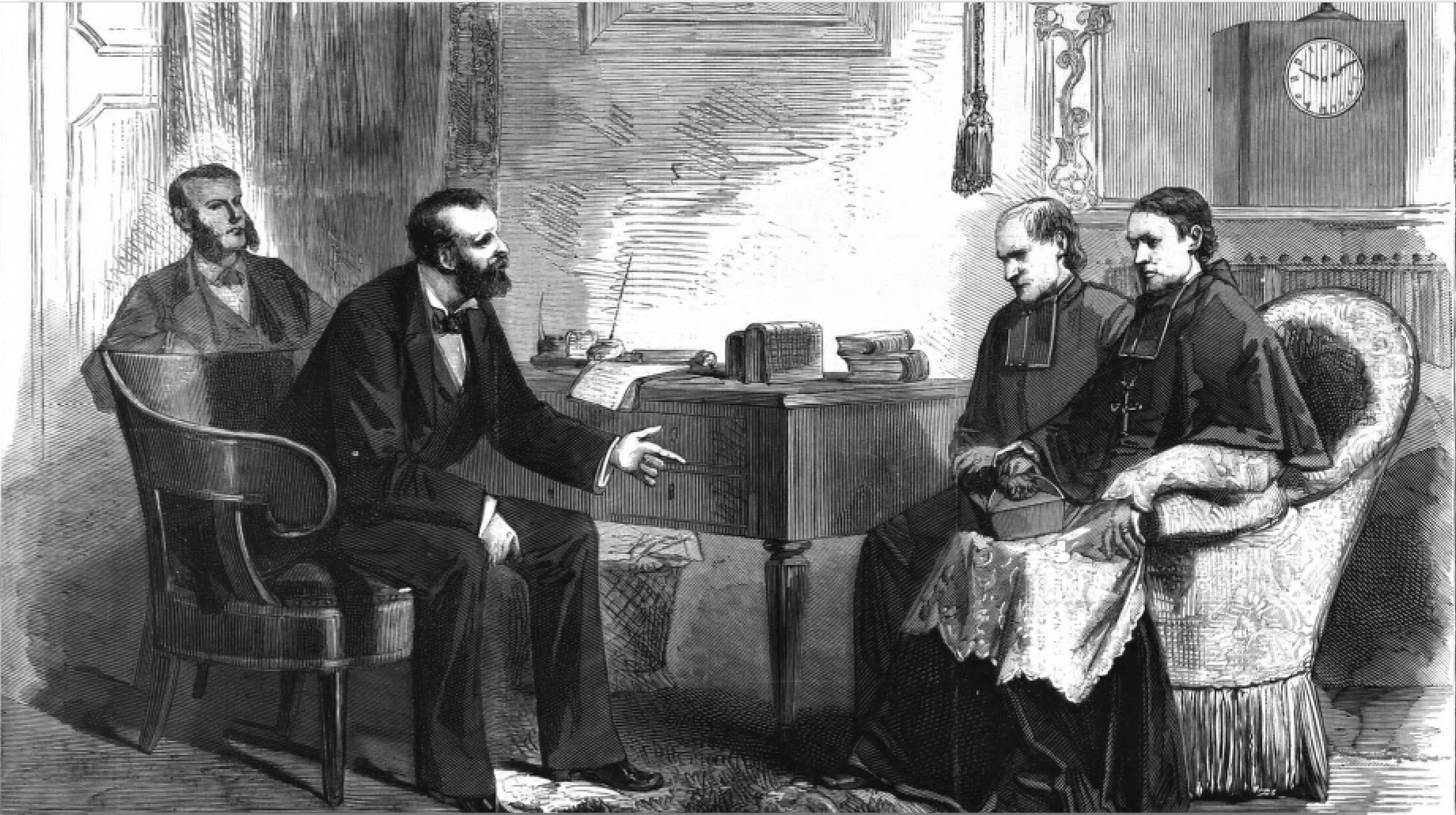
Anatole de Cabrières notifiant au préfet de l'Hérault son excommunication, vu par le journal L'Illustration.

Les évènements de Montpellier vont donner à Cabrières une envergure nationale. En effet, le 13 octobre 1880, sur ordre du préfet de l'Hérault Henri Fresne, les forces de l'ordre se présentent au couvent des carmes déchaux de la rue des Augustins. Elles procèdent à la dispersion des militants catholiques qui s’étaient rassemblés pour empêcher l'expulsion. Les carmes s'étant barricadés à l'intérieur, les commissaires doivent faire appel à un serrurier, qui après avoir brisé la serrure, attaque la porte à la hache pendant près de trois quarts d'heure. Une deuxième porte doit être enfoncée. Les commissaires demandent alors aux religieux de quitter mes lieux mais s'attirent la réponse suivante du supérieur : « Jamais ! Je les connais trop, je leur ferai trop de peine si je leur ordonnais de sortir volontairement. Agissez comme bon vous semblera ». Les carmes sont alors évacués de force. 
Scandalisé par cet évènement, l'évêque de Montpellier se rend le 16 octobre chez le préfet pour lui faire part de son indignation et lui faire savoir que puisque ces violences avaient été commises sur son ordre, il était désormais excommunié. Cet évènement, rapporté par toute la presse, a un grand retentissement. Des journaux anticléricaux répandent rapidement le bruit que, tel un « évêque ressuscité du Moyen Âge », Anatole de Cabrières s'est rendu chez le préfet coiffé d'une mitre et la crosse à la main pour rendre son jugement. Comme le fait remarquer L'Illustration dès le 30 octobre, ce détail est erroné mais la légende persiste et vient accroître la sympathie éprouvé par les catholiques montpelliérains pour leur évêque, véritable symbole de la résistance aux mesures antireligieuses. 

### Soutien aux vignerons
En 1907, lors de la grande manifestation viticole de Montpellier, il fait ouvrir les portes de la cathédrale et celles des églises de la ville pour permettre aux viticulteurs grévistes d’y passer la nuit,. 

### Honneurs
Le 27 novembre 1911, il est élevé à la dignité de cardinal prêtre, par le pape Pie X, au titre de Santa Maria della Vittoria.
Il a reçu la Légion d'honneur au titre du ministère de l’Intérieur (Journal officiel du 18 août 1921), qu'il accepta après l'avoir refusée en 1890, des mains du préfet de l'Hérault Henri Lacombe.
Ses armes sont « D'azur au chêne arraché d'or et englanté du même. »

## Postérité

### Mausolée d'Anatole de Cabrières

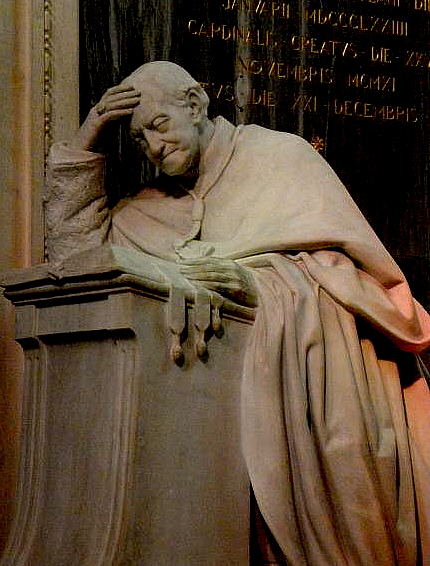
Détail du tombeau du cardinal de Cabrières, dans la cathédrale de Montpellier.

En 1926 est édifié un mausolée pour Anatole de Cabrières dans la Chapelle des évêques de la cathédrale Saint-Pierre de Montpellier. Il est le seul évêque de Montpellier à disposer d'un tel monument. Ce dernier est dessiné par Henri Nodet, architecte en chef des Monuments historiques et ami du défunt. C'est ce même Henri Nodet qu'Anatole de Cabrières avait chargé de la construction du nouveau Palais épiscopal de Montpellier. 

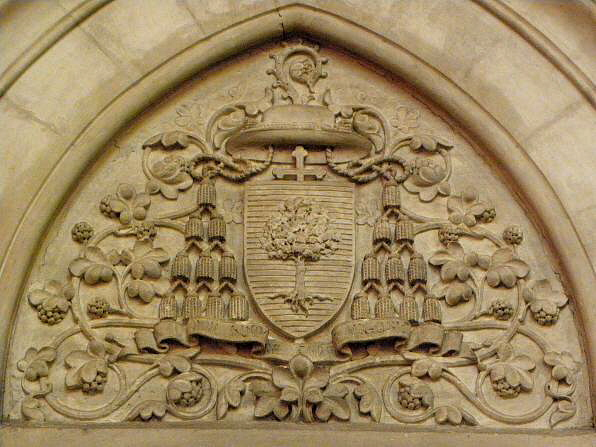
Armoiries de Cabrières à la cathédrale Saint-Pierre de Montpellier.

La réalisation du monument est confiée à Jean Magrou, sculpteur biterrois spécialisé dans les œuvres funéraires. Ce dernier choisit d'associer trois types de marbre différents : le blanc de Carrare, le bleu turquin de Caunes-Minervois et le rouge incarnat de Saint-Pons-de-Thomières. Le mausolée est composé de deux parties : un retable-tombeau et, surmontant ce dernier, une statue du défunt. Le cardinal est représenté en orant, c'est-à-dire à genoux devant son prie-dieu, immortalisé dans une posture d'action de grâce et de méditation. Un bas-relief du tombeau, sculpté dans le marbre blanc, relate l'accueil des vignerons de 1907. Les dimensions du mausolée sont les suivantes : deux mètres quarante de haut pour un mètre dix de large et deux mètres quatre-vingt de long.   

### Autres hommages
D'autres lieux liés à la cathédrale Saint-Pierre de Montpellier sont dédiés à sa mémoire :
- La rue du Cardinal-de-Cabrières longe la cathédrale sur son côté Est[11].
- Les armoiries d'Anatole de Cabrières figurent à l'entrée de l'édifice, sous le porche extérieur.

## Publications
- Lettres et souvenirs, Françoise-Eugénie de Malbosc, religieuse de l’Assomption, Montpellier, Librairie L. Vallat, 1900 (lire en ligne)
- Éloge funèbre de Jean Reboul, prononcé dans l'église cathédrale de Nimes, le 31 mai 1864, Nîmes, Bedot, 1864, 24 p. (lire en ligne)
- La princesse Louise de Condé, en religion sœur Marie-Joseph de la Miséricorde, Nîmes, Lafare et Attenoux, 1867 (lire en ligne)
- L'abbé Claude Chirouze : esquisse biographique, Nîmes, Bedot, 1868 (lire en ligne)
- Le centenaire des massacres de septembre à l'église des Carmes, 2, 3, 4 septembre 1792-1892, Discours de Mrg de Cabrières, M. l'abbé Sicard, Mrg d'Hulst, Paris, Poussielgue, 1892 (lire en ligne)
- Trente-cinq ans d'épiscopat  (préf. Paul Bourget), Paris, Plon Nourrit, 1909 (lire en ligne)
- Cabrières et Veaune, livre de famille, Paris, Plon Nourrit, 1917 (lire en ligne)

### Travaux universitaires
- Jean Secondy, « Une noble amitié, le Cardinal de Cabrières et le Professeur Grasset : Atmosphère amicale entre l’Église et l'Université », Monspeliensis Hippocrates, no 41,‎ 1968, p. 21-29 (ISSN 0026-9867).
- Henri Vidal, « La légion d'honneur du cardinal de Cabrières », Revue de droit canonique, Strasbourg, vol. 24,‎ 1979, p. 146-153 (ISSN 0556-7378).
- Gérard Cholvy, « Mgr de Cabrières et l'Action française », Études maurrassiennes, Aix-en-Provence, vol. 5, no 1,‎ 1986, p. 149-168
- Philippe Secondy (préf. Paul Alliès), La persistance du Midi blanc : L’Hérault (1789-1962), Perpignan, Presses universitaires de Perpignan, coll. « Études », 2006 (réimpr. 2015), 393 p., 24 cm (ISBN 2-914518-85-4 et 9782914518857, OCLC 470529808, DOI 10.4000/books.pupvd.2235, SUDOC 107854058).
- Gérard Cholvy, Le cardinal de Cabrières (1830-1921) : Un siècle d’histoire de la France, Paris, Le Cerf, coll. « Histoire », 2007, 519 p., 24 cm (ISBN 978-2-204-08209-9 et 2-204-08209-0, OCLC 470741366, SUDOC 114029067), prix Peiresc 2007 de l'Académie des sciences, agriculture, arts et belles-lettres d'Aix.
- Gérard Cholvy, « L’épiscopat du cardinal de Cabrières à Montpellier (1874-1921) », Études Héraultaises, nos 27-29,‎ 2008, p. 95-99 (lire en ligne).

### Ouvrages biographiques

#### Livres
- Gabriel de Llobet, Le cardinal de Cabrières, Paris, La Bonne Presse, coll. « La Noble France », 1944, 189 p.
- Marcel Bruyère (préf. Mgr Llobet et Mgr Girbeau, prix Paul-Teissonnière de l'Académie française en 1957), Le Cardinal de Cabrières : évêque de Montpellier (1830-1921), Paris, Éditions du Cèdre, 1956, 482 p., prix Paul-Teissonnière de l'Académie française en 1957.
- Marguerite Puget, Vie pittoresque et valeureuse d'un cardinal : Anatole de Cabrières (1830-1921), Suresnes, Éditions Clovis, 2008, br, couv. ill., 102, 22 cm (ISBN 978-2-35005-029-4 et 2350050297).

#### Dictionnaires
- « Cabrières », dans Dictionnaire biographique du Gard, Paris, Flammarion, coll. « Dictionnaires biographiques départementaux » (no 45), 1904 (BNF 35031733), p. 120-122.
- « de Cabrières (François, Marie, Anatole) », dans Ivan Gaussen (préf. André Chamson), Poètes et prosateurs du Gard en langue d'oc : depuis les troubadours jusqu'à nos jours, Paris, Les Belles Lettres, coll. « Amis de la langue d'oc », 1962 (BNF 33021783), p. 55.
- « Cabrières », dans André Bresson, Hommes et femmes de Dieu du diocèse de Nîmes dans l'enfer de la guerre (1914-1918), Brignon, La Fenestrelle, 2016 (ISBN 979-10-92826-62-3), p. 192.

### Nécrologies et commémorations
- Augustin Fliche, « Le cardinal de Cabrières : nécrologie », Revue d'histoire de l'Église de France, Paris, Société d'histoire religieuse de France, vol. 8, no 41,‎ 1922, p. 526 (DOI 10.3406/rhef, lire en ligne).
- Marie-Albert Janvier, Le cardinal de Cabrières : éloge funèbre, Paris, Éditions de la Revue des jeunes, 1922, 31 p..
- Gérard Cholvy, « En marge d'un cinquantenaire (1921-1971) : le cardinal de Cabrières », Revue d'histoire de l'Église de France, Paris, Société d'histoire religieuse de France, vol. 58, no 160,‎ 1972, p. 248 (DOI 10.3406/rhef, lire en ligne).
- Gérard Cholvy et Pr Henri Vidal, Monseigneur de Cabrières et l'Académie française : discours de réception à l'Académie des sciences et lettres de Montpellier, séance du 26 mars 1979, Montpellier, Imp. Déhan, 1979, 51 p., 24 cm (OCLC 461697395, BNF 34676787, SUDOC 000484806).